# Wop May
Wilfrid Reid 'Wop' May, Orden del Imperio Británico,  Cruz de Vuelo Distinguido, (20 de marzo de 1896 - 21 de junio de 1952) fue un as de la aviación canadiense de la Primera Guerra Mundial y un destacado aviador de la posguerra. Fue el último piloto aliado que fue perseguido por Manfred von Richthofen antes de que el as alemán fuera derribado en el Frente Occidental en 1918. Tras la guerra, May regresó a Canadá y fue pionero en el papel de Vuelo salvaje mientras trabajaba para Canadian Airways en Northern Alberta y los Territorios del Noroeste.

## Primeros años
May nació en  Carberry, Manitoba, hijo de un fabricante de carruajes. Su familia se trasladó a Edmonton en 1902. De camino, se alojaron en casa de familiares y amigos; su prima de dos años, Mary Lumsden, no podía pronunciar Wilfrid y le llamaba Woppie. Esto le valió el apodo de Wop. Asistió a la Edmonton High School, ahora Victoria School of Performing and Visual Arts mientras estuvo en Edmonton.

## Primera Guerra Mundial
May se alistó en el ejército canadiense en febrero de 1916 durante la Primera Guerra Mundial. Ascendió a sargento y pasó la mayor parte de 1916 como instructor de artillería en Canadá. En 1917, su batallón, el «202º batallón (de deportistas), CEF», fue enviado a Inglaterra, donde él y su amigo Ray Ross solicitaron ingresar en el Royal Flying Corps. Su primer vuelo se saldó con la destrucción accidental de su propia aeronave y de otra; no obstante, el RFC aceptó su solicitud, y May renunció al ejército canadiense. Tras un entrenamiento inicial en Londres en octubre, fue trasladado a un escuadrón de entrenamiento de cazas y se graduó en febrero de 1918.
El 9 de abril de 1918, el teniente May fue trasladado al Escuadrón nº 209 RAF de la recién creada Real Fuerza Aérea (el escuadrón era una unidad del Real Servicio Aéreo Naval hasta el 1 de abril, cuando se creó la RAF). El escuadrón estaba comandado por otro canadiense, el antiguo amigo de la escuela de May Roy Brown, que nunca había perdido a un piloto subordinado. May pasó unos días acostumbrándose a su Sopwith Camel y fue enviado a Francia.
May libró su primer combate aéreo el 20 de abril de 1918.  El  Fokker triplano alemán con el que se enfrentaba se estrelló por sí mismo durante el breve combate.

## Muerte del Barón Rojo

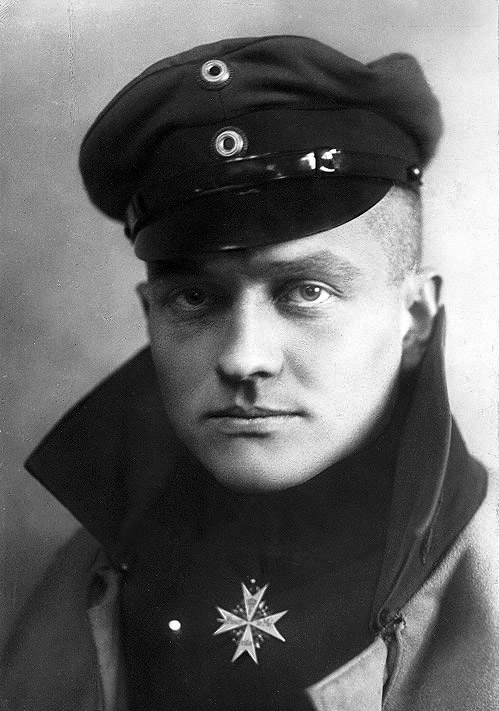
Manfred von Richthofen

Al día siguiente, 21 de abril, el 209 Squadron volvió a patrullar. Debido a su inexperiencia, Brown dio a May instrucciones similares a las anteriores: debía mantenerse al margen de los combates y simplemente vigilar. Alrededor de las 10 de la mañana, el escuadrón atacó a un grupo de triplanos alemanes. Al principio, durante el combate aéreo, May voló en círculos. Pero cuando vio a un avión alemán haciendo lo mismo, decidió lanzar un ataque.
May persiguió a un avión alemán que huyó en medio de la pelea de perros y le disparó. El alemán al que perseguía era Wolfram von Richthofen, primo de Manfred von Richthofen, el "Barón Rojo". Wolfram también había recibido órdenes de situarse por encima del combate y observar porque también era un piloto novato.
Al ver que su primo era atacado, Manfred, en un Fokker Dr.I rojo, voló en su auxilio y disparó contra May, haciendo que se alejara y salvando la vida de Wolfram. Richthofen persiguió a May a través del Somme.
May habló sobre este incidente años después, diciendo: "lo primero que supe es que me estaban disparando desde la retaguardia ... [y] todo lo que pude hacer fue tratar de esquivar a mi atacante. Me di cuenta de que era un triplano rojo, pero si me hubiera dado cuenta de que era Richthofen, probablemente me habría desmayado en el acto. Seguí esquivando y girando, imagino que desde unos 12.000 pies de altura, hasta que me quedé sin cielo y tuve que saltar sobre el suelo. Richthofen me disparaba continuamente, [y] lo único que me salvó fue mi mal vuelo. Yo mismo no sabía lo que estaba haciendo y no supongo que Richthofen pudiera averiguar lo que iba a hacer".
Roy Brown, que volaba por encima, se dio cuenta de que el Barón Rojo perseguía a May, se lanzó en picado a muy alta velocidad para intervenir y luego tuvo que ascender bruscamente para evitar chocar con el suelo. Richthofen giró para evitar este ataque, y luego reanudó su persecución de May. Sin embargo, la identidad de la persona que derribó al Barón Rojo sigue siendo un sujeto de mucha disputa.
May continuó volando con el escuadrón 209 hasta el final de la guerra y se le atribuyó el derribo de 13 aviones enemigos y probablemente de otros cinco. Se le concedió la Cruz de Vuelo Distinguida en 1918.  Dejó su cargo en la RAF el 8 de mayo de 1919, con el rango de capitán.

## Carrera en la posguerra

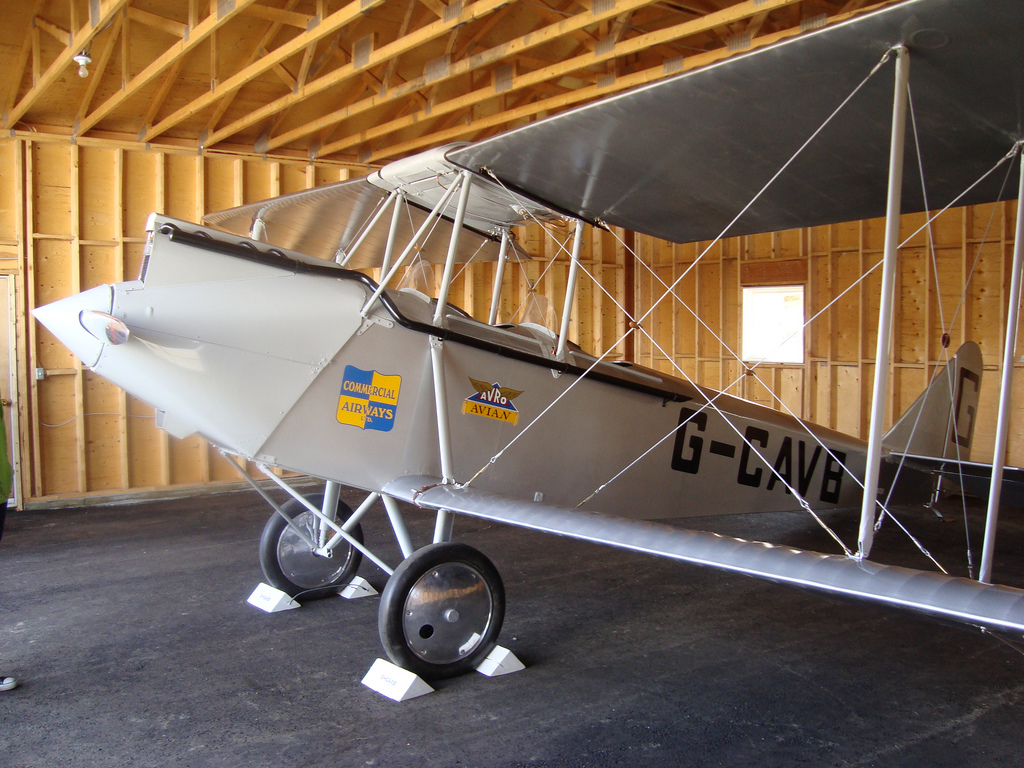
Réplica of Wop May Avro Avian G-CAVB airplane, on display at Fort Edmonton Park

May regresó a Edmonton después de la guerra. Él y su hermano Elgin alquilaron un Curtiss JN-4 Jenny "Canuck" y fundaron May Airplanes Ltd., abriendo el primer "puerto aéreo" (o aeropuerto) de Canadá en un pasto alquilado, conocido como May Field, y que se encuentra cerca del barrio de Mayfield. El avión está colgado en el vestíbulo del nuevo Museo Real de Alberta, que se inauguró el 3 de octubre de 2018. Aparecieron en varias funciones durante 1919, y ahora se consideran una de las primeras compañías de acrobacia aérea del mundo.
En septiembre de 1919, May Aeroplanes fue contratado por el jefe de policía de Edmonton, Hill, durante la persecución de John Larson, buscado por dos cargos de asesinato (incluido el de un oficial de policía) y un robo. May llevó al detective de la policía de Edmonton James Campbell a la pequeña ciudad de Edson, y Larson fue capturado poco después. Esta fue la primera vez que se utilizó un avión en una persecución.
Pronto se les unió George Gorman para convertirse en May-Gorman Airplanes Ltd. - George Gorman entregaba el periódico Edmonton Journal en Wetaskiwin, 45 km al sur de Edmonton.
May y Gorman fueron contratados por Imperial Oil Limited para volar dos aviones Junkers, equipados con esquís, desde Nueva York a Edmonton a principios de 1921. Imperial Oil planeaba utilizar estos aviones en los Territorios del Noroeste para dar servicio a sus proyectos petrolíferos a lo largo del río Mackenzie en lo que más tarde se conocería como Norman Wells. En marzo, Gorman y Elmer Fullerton hicieron volar estos dos aviones a través del paralelo 60 (el primer vuelo en los Territorios del Noroeste) en el subártico canadiense, demostrando que los aviones podían operar en temperaturas bajo cero. Este fue el inicio de la exploración aérea en las zonas más lejanas de Canadá. En 1924, el negocio fracasó.
En 1924, May se casó con Violet "Vi" Bode en noviembre. Decidió conseguir un trabajo en tierra, incorporándose a la National Cash Register en Dayton, Ohio, donde acudió para recibir formación. Mientras trabajaba en un torno, fue golpeado en un ojo por una esquirla de acero, y desde entonces hasta 1939, comenzó a quedarse ciego lentamente en ese ojo.
Convencido de que volar era realmente su vocación, regresó a Edmonton y formó el Edmonton and North Alberta Flying Club en 1927 y se convirtió en instructor de vuelo.

## Segunda Guerra Mundial
Con el comienzo de la Segunda Guerra Mundial, se decidió que Canadá se convertiría en el principal formador de pilotos de la RAF de la Comunidad Británica de Naciones. El Plan de Formación Aérea de la Comunidad Británica estableció aeródromos en todo Canadá, y May se convirtió en el comandante de la Escuela de Observadores Aéreos No.2 en Edmonton, así como en el supervisor de todas las escuelas occidentales.
Mientras esto ocurría, los Estados Unidos también transportaban un gran número de aviones a la Unión Soviética, pasando por Edmonton en su camino. Varios de ellos se estrellaron debido a problemas mecánicos, en cuyo caso no había forma de que un piloto herido saliera del "país de atrás". Se decidió formar un equipo de paracaidistas que pudieran lanzarse en los lugares de los accidentes para estabilizar a los pilotos heridos y empezar a sacarlos del monte. May participó en este esfuerzo.
Los primeros esfuerzos fueron cómicos pero peligrosos, pero los EE. UU. entrenaron a un número de saltadores en una escuela de paracaidistas en Montana, y no pasó mucho tiempo antes de que el equipo de Para-Rescate estuviera en servicio. Durante la guerra se crearon varios equipos adicionales de Para-rescate, y cuando terminó la guerra, el valor de estos equipos había sido reconocido. Pronto fueron reorganizados en su propio comando dentro del ejército canadiense, Búsqueda y rescate. Por su labor de búsqueda y rescate, May recibió la Medalla de la Libertad, con Palma de Bronce en 1947 por las Fuerzas Aéreas del Ejército de los Estados Unidos.

## Muerte
May estaba de vacaciones con su hijo Denny el 21 de junio de 1952. Murió de una apoplejía mientras iba de excursión al Cueva de Timpanogos, cerca de American Fork, Utah.  Está enterrado en el cementerio municipal de Edmonton, Alberta.